# Oevel
Oevel is een dorp in de Belgische provincie Antwerpen en een deelgemeente van Westerlo. Oevel was een zelfstandige gemeente tot aan de gemeentelijke herindeling van 1977.

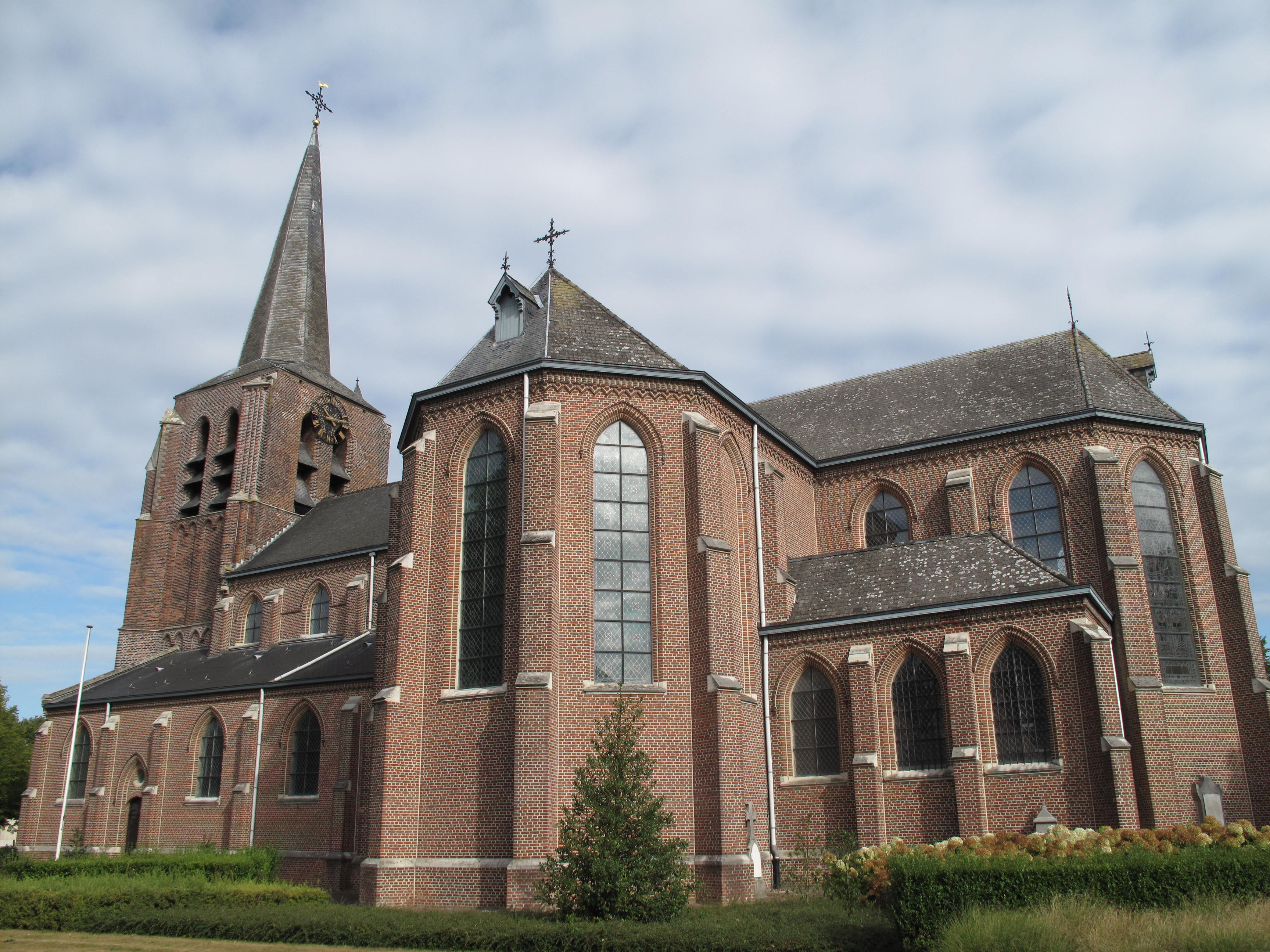
Sint-Michielskerk

## Geschiedenis
In 1189 kwam het patronaatsrecht van Oevel toe aan de Abdij van Tongerlo om pas in 1625 weer een eigen parochiepriester te krijgen. In 1315 werd voor het eerst een schepenbank vermeld. Oevel behoorde tot het Land van Geel.
In de jaren 30 van de 20e eeuw werd het Albertkanaal aangelegd. In de jaren 60 kwam er langs dit kanaal een bedrijventerrein, terwijl tevens een autosnelweg vlak langs het dorp tot stand kwam. Hierdoor nam ook de bevolking toe waardoor de wijken Nieuwland en Trienenkant werden aangelegd. 
Oevel is lange tijd een zelfstandige gemeente geweest. Het is sinds begin 1977 een deelgemeente van Westerlo.

## Geografie
Het oosten van de dorpskern is de Bloemenwijk, naar de straatnamen die alle een bloem bevatten. In het zuiden ligt de wijk Trienenkant deels in Oevel en deels in Tongerlo.

## Bezienswaardigheden
- De Sint-Michielskerk uit 1870 met een uit de 15e eeuw daterende toren
- Het Heemmuseum.
- De Onze-Lieve-Vrouw Lelie tussen de Doornenkapel

## Natuur en landschap
Oevel ligt in de Kempen op een hoogte van ongeveer 19 meter. Ten westen en ten zuiden van Oevel zijn enkele bossen. In het noorden ligt het Albertkanaal met daar langs een bedrijventerrein en een autoweg, de A13.

## Demografische ontwikkeling
- Bronnen:NIS, Opm:1806 tot en met 1970=volkstellingen; 1976 = inwoneraantal op 31 december

## Politiek

### Geschiedenis

#### Lijst van burgemeesters
| Tijdspanne | Tijdspanne  | Burgemeester                 |
| ---------- | ----------- | ---------------------------- |
|            | 1800 - 1802 | Henricus Heylen              |
|            | 1802 - 1804 | Petrus Franciscus Verachtert |
|            | 1804 - 1818 | Guillielmus Verachtert       |
|            | 1818 - 1828 | Carolus Petrus Verachtert    |
|            | 1828 - 1848 | Joannes Baptista Verachtert  |
|            | 1848 - 1860 | Petrus Franciscus Mertens    |
|            | 1860 - 1869 | Joannes Franciscus Mertens   |
|            | 1870 - 1878 | Michaël Wouters              |
|            | 1879 - 1898 | Jan Frans Van Wesemael       |
|            | 1898 - 1910 | Jozef Caers                  |
|            | 1911 - 1920 | Alfons Mertens               |
|            | 1921 - 1923 | Frans Victor Mertens         |
|            | 1924 - 1932 | Frans Verdonck               |
|            | 1933 - 1938 | Jozef Mertens                |
|            | 1939 - 1945 | Frans Van den Brande         |
|            | 1945 - 1958 | Jozef Mertens                |
|            | 1959 - 1976 | Robert Verrezen              |

## Mobiliteit
Door Oevel loopt de autosnelweg A13/E313 die er een op- en afrit heeft. Ten oosten loopt de gewestweg N19. Door het noorden van Oevel loopt het Albertkanaal

## Bekende inwoners
- Natalia Druyts, zangeres
- De broers Valkiers, X!NK

## Nabijgelegen kernen
Punt, Tongerlo, Olen-Centrum, Oosterwijk
Deelgemeenten: Oevel · Tongerlo · Westerlo · Zoerle-Parwijs

Overige plaatsen: Heultje · Oosterwijk · Voortkapel · Westerlo

Belgische gemeenten · Arrondissement Turnhout · Antwerpen · Vlaanderen